# Archie Macaulay
Archibald Renwick Macaulay, più conosciuto con il diminutivo Archie Macaulay (Falkirk, 30 luglio 1915 – Knowle, 10 giugno 1993) è stato un calciatore e allenatore di calcio scozzese, di ruolo centrocampista.

## Caratteristiche tecniche
Ad inizio carriera giocava come ala, ma con il passare degli anni arretrò il suo raggio d'azione e divenne prevalentemente un interno di centrocampo.

## Carriera

### Giocatore

#### Club
Dopo aver giocato a livello giovanile in vari club dilettantistici scozzesi nel 1933 viene ingaggiato dai Rangers, club di prima divisione, con cui all'età di 18 anni esordisce tra i professionisti: rimane in squadra fino al termine della stagione 1936-1937 vincendo tre campionati e tre Coppa di Scozia e totalizzando complessivamente 36 presenze e 7 reti in partite di campionato Scheda, su barryhugmansfootballers.com.. Nell'estate del 1937 si trasferisce in Inghilterra per 6000 sterline al West Ham Utd, club di seconda divisione, dove rimane anche negli anni della seconda guerra mondiale (vincendo tra l'altro una Football League War Cup) ed anche nella stagione 1945-1946, per un totale di 83 presenze e 29 reti in partite di campionato con la maglia degli Hammers; passa poi al Brentford, con cui nella stagione 1946-1947 realizza 2 reti in 26 presenze nella prima divisione inglese.
Nell'estate del 1947, complice la retrocessione in seconda divisione delle Bees, passa per 10000 sterline all'Arsenal, club di prima divisione, con cui vince la First Division 1947-1948 ed il successivo Charity Shield, restando poi in rosa anche nelle due stagioni successive per un totale di 103 presenze ed una rete in partite di campionato con i Gunners; gioca poi per un triennio al Fulham (le prime due stagioni in prima divisione e l'ultima in seconda divisione), dove comunque non è mai stabilmente titolare, mettendo a segno 4 reti in 48 partite di campionato nell'arco delle tre stagioni.

#### Nazionale
Tra il 1947 ed il 1948 ha giocato complessivamente 7 partite nella nazionale scozzese, facendo il suo esordio il 12 aprile 1947 a Wembley contro l'Inghilterra.

### Allenatore
Inizia ad allenare ai semiprofessionisti del Guildford City, club di Southern Football League (all'epoca una delle principali leghe calcistiche inglesi al di fuori della Football League), campionato che vince nella stagione 1955-1956; è inoltre contemporaneamente anche giocatore del club, che lascia nel 1957 (anno in cui all'età di 42 anni interrompe definitivamente la carriera da calciatore). Passa quindi ad allenare il Norwich City, club di terza divisione, con cui al termine della stagione 1959-1960 conquista una promozione in seconda divisione, categoria in cui allena nella stagione successiva, al termine della quale lascia il club per accasarsi al West Bromwich, club di prima divisione, con cui rimane in carica per due stagioni consecutive conquistando rispettivamente un nono ed un quattordicesimo posto in classifica. Nell'estate del 1963 lascia il West Bromwich e scende in quarta divisione al Brighton, con cui nella stagione 1964-1965 vince il campionato conquistando così la promozione in terza divisione, categoria in cui continua ad allenare i Seagulls fino all'ottobre del 1968, conquistando sempre piazzamenti di metà classifica, lontani sia dalla promozione che dalla zona retrocessione.

## Palmarès

### Giocatore

#### Club

##### Competizioni nazionali
- Campionato scozzese: 3

Rangers: 1933-1934, 1934-1935, 1936-1937
- Coppa di Scozia: 3

Rangers: 1933-1934, 1934-1935, 1935-1936
- Campionato inglese: 1

Arsenal: 1947-1948
- FA Charity Shield: 1

Arsenal: 1948
- Football League War Cup: 1

West Ham: 1939-1940

### Allenatore

#### Competizioni nazionali
- Campionato inglese di quarta divisione: 1

Brighton&Hove: 1964-1965
- Southern Football League: 1

Guildford City: 1955-1956